# Kanarski tok
Kanarski tok je površinski tok, ki ga poganja veter in je del severnoatlantskega vrtinca. Ta vzhodni mejni tok se odcepi južno od Severnoatlantskega toka in teče proti jugozahodu približno do Senegala, kjer se obrne proti zahodu in se kasneje pridruži Severnoekvatorialnemu atlantskemu toku. Tok je dobil ime po Kanarskih otokih. Otočje delno blokira tok Kanarskega toka (Gyory, 2007).
Ta širok in počasen tok naj bi bil izkoriščen v zgodnji feničanski plovbi in naseljevanju ob obali zahodnega Maroka. Stari Feničani niso samo izkoriščali številnih ribiških lovišč v tem sedanjem območju, ampak so ustanovili tudi tovarno na Iles Purpuraires ob današnji Essaouiri za pridobivanje tirskega vijoličnega barvila iz vrste morskega polža murex.
Tok močno vpliva na vreme Kanarskih otokov in obalnega Maroka, saj večji del leta ohlaja obalne temperature in povzroča velike puščave na obalah zaradi odsotnosti konvekcije nad hladno vodo. Vetrovi iz prostrane Saharske puščave na vzhodu lahko še vedno prinašajo vroče temperature tudi na obalna območja.

## Apveling
Pomembna značilnost vzhodnih mejnih tokov je prisotnost apvelinga. Ekmanov drift povzroči prenos površinskih voda na morje, ki se nato nadomestijo z globoko vodo od spodaj. Globoke vode so hladne in bogate s hranili ter imajo ključno vlogo pri spodbujanju primarne produktivnosti. Dvigovanje je privedlo do povečanja obalnega ribolova v zahodnem Maroku (Hance, 1975). Dviganje s posledično ohlajanjem prizadetih morij daje tudi obalnim kopenskim območjem zmernejšo mikroklimo, ker se vsak zrak tropskega izvora, ki prehaja čez mrzlo vodo, ohladi na njeni površini.
Večji dvig se pojavi med 23 in 25 stopinjami severne zemljepisne širine (Canary Current, 2002). Na Cap Blanc (Ras Nouadhibou) in proti severu se dvigovanje dogaja vse leto. Južno od Cap Blanca je vzpenjanje omejeno na zimo in pomlad zaradi selitve Azorskega anticiklona proti severu poleti, ki povzroča vetrove proti ekvatorju. Minas et al. (1982) je pokazal, da na zemljepisni širini Cap Blanca obstaja fronta, ki ločuje osrednje vode severnega Atlantika (NACW) in osrednje vode južnega Atlantika (SACW). SACW, južno od Cap Blanca, je bogatejši s hranili kot NACW. Podpovršinski protitok proti polom je odgovoren za prenos SACW v regijo Cap Blanc, kar ima za posledico največjo primarno proizvodnjo. Primarna proizvodnja na severu je omejena z razpoložljivostjo hranil v NACW. Primarna proizvodnja južno od Cap Blanca je omejena s pojavom dvigov.

### Apveling in primarna proizvodnja
Huntsman in Barber (1977) sta domnevala, da je visoka produktivnost posledica izmenjujočih se dvigov in razmeroma mirnih obdobij. Dvig navzgor je potreben, da se hranila dvignejo na površje, vendar če dogodek traja dlje časa, fitoplankton težko ostane v evfotičnem območju. Mirna obdobja omogočajo razvoj stratifikacije, kar pomeni, da lahko fitoplankton raste in se razmnožuje v plitvi mešani plasti. Z drugimi besedami, v vsakem mirnem obdobju je miniaturno spomladansko cvetenje (Mann & Lazier, 1996).

### Apveling in zooplankton
Dvig in primarna proizvodnja sledita začetku močnega vetra v nekaj dneh (Mann & Lazier, 1996). Zooplankton, kot so kopepodi, potrebuje več časa, da se odzove na obilico razpoložljive hrane, ker imajo življenjski cikel tednov in ne dni. Zooplankton v Kanarskem toku doseže svojo največjo gostoto jeseni, ko se intenzivnost vzpenjanja zmanjša. Zmanjšanje dviganja omogoča zooplanktonu, da ostane nad polico, kjer je zaloga hrane. Zaradi hitrega odziva fitoplanktona na dvignjena hranila je zooplankton redkokdaj omejen s hrano.

### Apveling in ribe
Štiri vrste rib predstavljajo 75 % celotnega ulova v regiji Cap Blanc (Mann & Lazier, 1996). Najštevilčnejše so bile klupeide (Sardina pilchardus, sardela in Sardinella aurita). S. sardela prevladuje v hladnejših severnih vodah, medtem ko S. aurita prevladuje v toplejših južnih vodah. Sledila sta najštevilčnejša šur (Trachurus spp.) in rdeči okun (Sparidae). Ansa-Emmin (1982) je ugotovil, da je leta 1974 skupni iztovor rib dosegel 2,68 milijona ton. Skoraj 1 milijon ton je bilo Clupeidae, od tega 0,67 milijona ton sardin.

## Recikliranje hranil
Fitoplankton nad območjem police bodisi potone na dno ali pa ga zaužije zooplankton. Če se usedejo na dno, fitoplankton med razgradnjo sprošča amonijak, ki vrača dušik v vode. Posledično bi ostanke fitoplanktona lahko zaužili bentoški prebivalci, ki tudi izločajo amonijak. Če ga zaužije zooplankton, se dušik iz fitoplanktona vrne v okolje preko izločenega amonijaka ali fekalnih peletov, ki se usedejo na dno. Ne glede na mehanizem se velik delež dušika iz fitoplanktona na koncu sprosti v spodnji plasti vodnega stolpca, ki se premika proti obali (Mann & Lazier, 1996). Ta voda bo kasneje dvignjena in lahko spodbudi nadaljnjo primarno proizvodnjo. Barber in Smith (1981) sta ocenila, da je na polici ob Cap Blancu regenerirani dušik predstavljal 72 % celotnega dušika.